# Albert MacQuarrie
Albert MacQuarrie (San Francisco, 8 gennaio 1882 – Hollywood, 17 febbraio 1950) è stato un attore statunitense del cinema muto che lavorò saltuariamente anche come truccatore e aiuto regista.
La sua carriera cinematografica iniziò nel 1915. Negli ultimi anni dieci, recitò spesso accanto a Douglas Fairbanks, uno dei più grandi divi dell'epoca.
Era fratello degli attori Frank, George e Murdock MacQuarrie.

## Filmografia

### Attore
- The Masquerade Hero - cortometraggio (1915)
- The Prayer of a Horse or: His Life Story Told by Himself, regia di Murdock MacQuarrie - cortometraggio (1915)
- The Truth About Dan Deering, regia di Murdock MacQuarrie - cortometraggio (1915)
- No. 329, regia di Charles Giblyn - cortometraggio (1915)
- A Wild Irish Rose, regia di Charles Giblyn - cortometraggio (1915)
- The Things in the Bottom Drawer, regia di Allan Forrest - cortometraggio (1915)
- The Whirling Disk, regia di Charles Giblyn - cortometraggio (1915)
- The Fear Within, regia di Charles Giblyn - cortometraggio (1915)
- At the Banquet Table, regia di George A. Lessey - cortometraggio (1915)
- Safety First
- The Smuggler's Lass, regia di Jack J. Clark - cortometraggio (1915)
- The Woman Hater's Baby - cortometraggio (1915)
- The Stolen Case, regia di Milton J. Fahrney - cortometraggio (1915)
- A Harmless Flirtation, regia di Milton J. Fahrney - cortometraggio (1915)
- The Ulster Lass, regia di Jack J. Clark - cortometraggio (1915)
- A Little Brother of the Rich, regia di Otis Turner (1915)
- A Pure Gold Partner, regia di Lynn F. Reynolds - cortometraggio (1915)
- The Frame-Up, regia di Otis Turner (1915)
- Colorado, regia di Norval MacGregor (1915)
- Lord John in New York, regia di Edward J. Le Saint - mediometraggio (1915)
- Lord John's Journal, regia di Edward J. Le Saint - serial cinematografico (1915)
- The Grey Sisterhood, regia di Edward J. Le Saint - cortometraggio (1916)
- Three Fingered Jenny, regia di Edward J. Le Saint - cortometraggio (1916)
- The Target, regia di Norval MacGregor (1916)
- The League of the Future, regia di Edward J. Le Saint - cortometraggio (1916)
- A Serpent in the House, regia di William Robert Daly - cortometraggio (1916)
- The Golden Boots, regia di William Bowman - cortometraggio (1916)
- Mutiny, regia di Jay Hunt - cortometraggio (1916)
- From Broadway to a Throne, regia di William Bowman (1916)
- A Man's Hardest Fight, regia di Jay Hunt - cortometraggio (1916)
- L'allegra favola di Black Burke (Manhattan Madness), regia di Allan Dwan (1916)
- If My Country Should Call, regia di Joseph De Grasse (1916)
- The Chalice of Sorrow, regia di Rex Ingram (1916)
- The Oil Smeller, regia di Pat C. Hartigan - cortometraggio (1916)
- The Better Man, regia di Jay Hunt - cortometraggio (1916)
- The Eagle's Wings, regia di Robert Z. Leonard, Rufus Steele (1916)
- The Melody of Death, regia di Douglas Gerrard - cortometraggio (1917)
- John Osborne's Triumph, regia di Murdock MacQuarrie - cortometraggio (1917)
- Perils of the Secret Service, regia di Hal Mohr, George Bronson Howard e Jack Wells - serial cinematografico (1917)
- The Pulse of Life, regia di Rex Ingram (1917)
- Mr. Dolan of New York, regia di Raymond Wells (1917)
- The Almost Good Man, regia di Fred A. Kelsey - cortometraggio (1917)
- The Flopping Uplifter, regia di Pat C. Hartigan - cortometraggio (1917)
- High Speed, regia di George L. Sargent ed Elmer Clifton (1917)
- The Clean-Up, regia di William Worthington (1917)
- The Midnight Man, regia di Elmer Clifton (1917)
- A Dream of Egypt, regia di Marshall Stedman - cortometraggio (1917)
- The Master Spy, regia di Jack Wells - cortometraggio (1917)
- The Lion's Lair, regia di W.B. Pearson - cortometraggio (1917)
- A Prince for a Day, regia di Marshall Stedman - cortometraggio (1917)
- The High Sign, regia di Elmer Clifton (1917)
- Avventura marocchina di Douglas (Bound in Morocco), regia di Allan Dwan (1918)
- Sette giorni di gioia (He Comes Up Smiling), regia di Allan Dwan (1918)
- A Bum Bomb, regia di John McDermott - cortometraggio (1918)
- Under False Pretenses, regia di James D. Davis - cortometraggio (1918)
- Il cavaliere dell'Arizona (Arizona), regia di Douglas Fairbanks e Albert Parker (1918)
- Douglas l'avventuriero dilettante (The Knickerbocker Buckaroo), regia di Albert Parker (1919)
- The Little Diplomat, regia di Stuart Paton (1919)
- Sua maestà Douglas (His Majesty, the American), regia di Joseph Henabery (1919)
- Douglas superstizioso (When The Clouds Roll By), regia di Victor Fleming (1919)
- I cavalieri della notte (The Moon Riders), regia di Reeves Easton e Theodore Wharton - serial cinematografico (1920)
- Un pulcino nella stoppa (The Mollycoddle), regia di Victor Fleming (1920)
- Il segno di Zorro (The Mark Of Zorro), regia di Fred Niblo (1920)
- Cheated Hearts, regia di Hobart Henley (1921)
- The Scrapper, regia di Hobart Henley (1922)
- One Clear Call, regia di John M. Stahl (1922)

### Varie
- Sua maestà Douglas (His Majesty, the American), regia di Joseph Henabery - aiuto regista[1] (1919)